# Mariquita-de-mascarilha
Mariquita-de-mascarilha ou pia-cobra-boreal (Geothlypis trichas) é uma espécie de ave existente no Novo Mundo. A sua área de distribuição varia desde a América do Norte (Sul do Canadá) até a áreas centrais do México. As populações mais a Norte são migratórias enquanto que as populações mais a Sul são residentes.
Possui um dorso castanho escuro. A garganta e o ventre são amarelos. O macho adulto apresenta uma máscara facial preta rodeada superiormente por plumagem cinzenta. As fêmeas são semelhantes mas não possuem a máscara facial preta.
- Commons
- Wikispecies

1. ↑  BirdLife International (2021). «Geothlypis trichas». Lista Vermelha de Espécies Ameaçadas. 2021: e.T22721836A137315462. doi:10.2305/IUCN.UK.2021-3.RLTS.T22721836A137315462.en. Consultado em 26 de maio de 2023
2. ↑  «Parulidae». Aves do Mundo. 26 de dezembro de 2021. Consultado em 5 de abril de 2024
3. ↑  Paixão, Paulo (Verão de 2021). «Os Nomes Portugueses das Aves de Todo o Mundo» (PDF) 2.ª ed. A Folha — Boletim da língua portuguesa nas instituições europeias. ISSN 1830-7809. Consultado em 5 de abril de 2024. Cópia arquivada (PDF) em 23 de abril de 2022